# Dzoragjugh (ort)
Dzoragjugh (armeniska: Ձորագյուղ) är en ort i Armenien. Den ligger i den centrala delen av landet, 60 kilometer öster om huvudstaden Jerevan. Dzoragjugh ligger 2 016 meter över havet och antalet invånare är 3 570.
Terrängen runt Dzoragjugh är kuperad åt sydväst, men åt nordost är den platt. Närmaste större samhälle är Martuni, 10,9 kilometer öster om Dzoragjugh. 
Trakten runt Dzoragjugh består till största delen av jordbruksmark. Runt Dzoragjugh är det ganska tätbefolkat, med 72 invånare per kvadratkilometer.